# ويليام إيرل (منافس ألعاب قوى)
ويليام إيرل (بالإنجليزية: William Earle)‏ هو منافس ألعاب قوى أسترالي، ولد في 4 مارس 1941.

## وصلات خارجية
- ويليام إيرل على موقع النتائج التاريخية لألعاب القوى الأسترالية (الإنجليزية)
- ويليام إيرل على موقع أوليمبيديا (الإنجليزية)
- ويليام إيرل على موقع اللجنة الأولمبية الأسترالية (الإنجليزية)